# Butleria bissexguttatus
Butleria bissexguttatus är en fjärilsart som beskrevs av Philippi 1860. Butleria bissexguttatus ingår i släktet Butleria och familjen tjockhuvuden. Inga underarter finns listade i Catalogue of Life.